# 反纳比斯战争

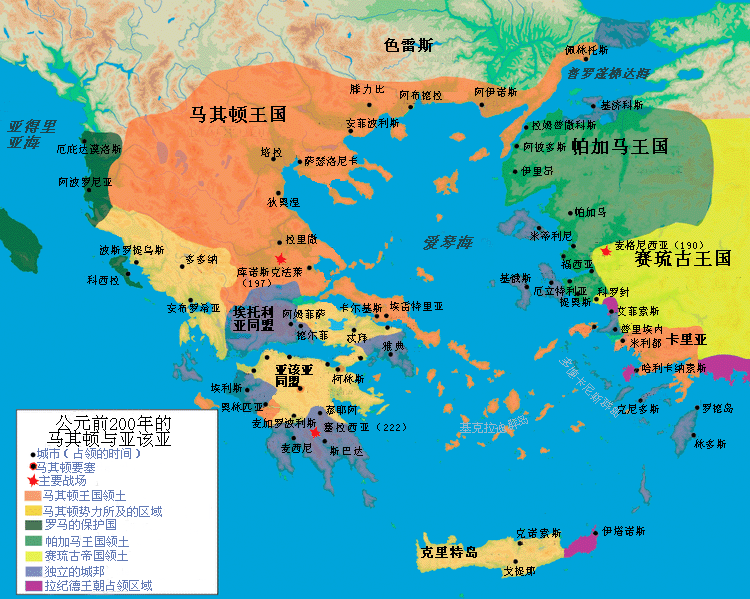
第二次马其顿战争前夕的希腊及爱琴海

反纳比斯战争又稱拉科尼亚战争（Laconian War），发生于公元前195年，乃是希腊城邦斯巴达与一个由罗马、亚该亚同盟、帕加马、罗得岛和马其顿组成的联盟所對陣。
在第二次马其顿战争（公元前200年－前196年）期间，马其顿曾给予斯巴达阿尔戈斯、一座伯罗奔尼撒半岛爱琴海沿岸的重要城市的控制权。战争结束后斯巴达以此为借口继续占有阿戈斯，使得罗马及其盟国向斯巴达宣战。反斯巴达联军包围了阿尔戈斯，夺取了斯巴达位于伊西翁的海军基地，很快包围了斯巴达城并对其进行军事封锁。最终的谈判带来了和平，由于罗马提出的条款，阿尔戈斯和拉科尼亚的沿海城镇被从斯巴达的统治中解放出来，而斯巴达人在随后的八年中被迫付给罗马人战争赔偿。阿尔戈斯加入了亚该亚同盟，拉科尼亚诸城被置于亚该亚的保护之中。
作为战争的结果，斯巴达丧失了其作为希腊主要势力的地位。斯巴达人随后的所有弥补损失的努力都失败了；而斯巴达最后的君主纳比斯最終于公元前192年被埃托利亚人所刺杀，他的死也意味着斯巴达社会改革的结束。不久之后，斯巴达被迫沦为其从前对手亚该亚同盟的附庸，结束了其数百年强盛的政治独立局面。

## 背景
在斯巴达摄政王迈查尼达斯于公元前207年在反亚该亚同盟的战役中阵亡后，纳比斯以一支雇佣军推翻了当时在位的珀罗普斯α[›] 而自己坐上了王座，要求继承欧里庞提德国王德马拉托斯的世系。β[›]到那时，传统的来古格士法律体系已经失去意义，斯巴达实际上被一群以前的雇佣兵所控制。波利比奥斯形容纳比斯的军队为“一帮杀人犯、夜贼、扒手和强盗”。公元前205年，纳比斯与罗马订立了和平条约，但在公元前201年他袭击了墨塞奈的领土，当时它与双方都结盟，斯巴达曾统治那里直到公元4世纪中期。斯巴达人占领了墨塞奈，但不久由于菲洛皮门指挥下的麥加羅波利斯军队的抵达不得不将它放弃。不久他们在泰耶阿被彻底打败，纳比斯被迫在一段时间内收敛他的扩张野心。
在第二次马其顿战争期间纳比斯有了另外的扩张机会。马其顿的腓力把阿尔戈斯城邦献给他以作为换取斯巴达背弃罗马同盟而加入马其顿联军的条件。纳比斯接受了这个条件并获取了阿尔戈斯的控制权。然而当战争变得对马其顿不利时，他重新加入了罗马同盟并派遣了600名克里特γ[›]雇佣兵以支持罗马军队。腓力随后在库诺斯克法莱战役中被罗马彻底击溃但斯巴达仍继续控制着阿尔戈斯。战争之后罗马军并没有退出希腊，而是向各个战略要地派遣卫戍部队以维护自己的权益。

### 纳比斯的改革
作为对他在战争中援助的回报，罗马允許其繼續佔有阿尔戈斯。纳比斯那时已经是斯巴达国王，他封他的妻子阿皮亚为阿尔戈斯的统治者。后来，阿皮亚和纳比斯策划了一起财政风暴，没收了这些城邦富裕家族的大量财产，并拷打那些反对他们的人；大多数被查抄了的土地被分给那些被解放的效忠于纳比斯的黑劳士（多利安社会的奴隶）。在用上述办法扩充了他的领土和财产之后，纳比斯开始把伊西翁港转建为一座主要的海军军械库，并在斯巴达的城池加强防守。他的克里特军队被允许维持斯巴达领土内的诸海军基地，而从此之后他们便铤而走险从事海盗行为。δ[›]他的海军建制甚至给那些极穷的人以被雇佣作划手的机会。然而，在这种情况下伊西翁海军力量的扩张使斯巴达与爱琴海邻国和罗马共和国的关系紧张起来。
纳比斯的统治很大程度上是基于他的社会改革和斯巴达武装军队的重组。斯巴达拉栖第梦的军事传统上是基于在完全公民和为轻度武装的黑劳士支持的珀里俄基人（拉栖第梦的一种自由但没有完全公民地位的人）中征兵。斯巴达公民的数量已从希波战争时期的数千锐减到克里昂米尼三世时期的几百人。人数下降的其中一种可能原因是所有付不起在公餐（多里安社会中的公共进餐）中份额的斯巴达人丧失了他的完全公民地位，尽管这还不包括他的子女参与“阿郭格”（传统的斯巴达教育训练体制）。作为其结果，维持一只不加杂任何雇佣兵或被解放的黑劳士的精力充沛的重装步兵的守备便十分困难。克里昂米尼再一次增加了完全公民的数量，增强了斯巴达军的信心并使军队披上了马其顿式轻便铠甲。然而许多这些恢复公民地位的人在塞拉西亚之战中战死，而且纳比斯的政策使得他们中残存的人也遭到流放。结果重装军队不再具有可用的规模。这对斯巴达的军事力量是个严重打击，纳比斯改革的目的就是重建一只忠心的能够像装备精良的希腊标枪阵（一种排成方阵运作且比重装步兵装备更长的矛的部队）一样为己所用的部队。纳比斯对那些被奴役的黑劳士的释放是斯巴达历史中一项显著的业绩。纳比斯的这个举措除掉了斯巴达社会体制的一个中重要的意识形态支柱且成为了周围的“波雷斯”（城邦）对斯巴达扩张的异议的重要原因。到那时为止防备黑劳士反抗都是斯巴达外交政策的主要顾虑，防止国内造反的需求曾限制了对外扩张主义，纳比斯的举措以简单的一击消除了这个顾虑。他解放的奴隶得到了土地并与斯巴达流亡邦众（Demos，从前的完全公民）的富有妻子们和富裕的精英们的寡妇们结婚。

## 准备活动
亚该亚同盟对斯巴达仍然占有它的一个邦感到不满，并劝说罗马重新考虑对不碰斯巴达所赚取的领土的决定。罗马人同意了亚该亚人的提议，因为他们不愿看到一个强盛的经过重组的斯巴达在罗马人离开希腊后惹麻烦。
公元前195年，提图斯·奎茵提斯·弗拉米尼努斯，罗马军在希腊的指挥官，在希腊城邦科林斯召集了一个委员会以讨论是否向纳比斯宣战。与会代表分别来自埃托利亚同盟、马其顿、罗马、帕加马、罗德岛、色萨利和亚该亚同盟。 所有邦国都声称愿意发动战争，除了埃托利亚同盟和色萨利，这两个邦国都希望罗马人立即离开希腊。这两个邦国提议由他们自己处理纳比斯，但遭到了亚该亚同盟的反对，它反对埃托利亚势力任何可能的扩张。现代历史学家Erich Gruen暗示罗马人可能以战争为借口让少量军团驻扎在希腊以防止斯巴达人和埃托利亚同盟在塞琉古国王安条克三世侵略希腊时加入他的势力。
弗拉米尼努斯首先派了一名特使前往斯巴达，要求纳比斯要么将阿尔戈斯交还给亚该亚同盟，要么面对罗马及其盟军发动的战争。 纳比斯拒绝按弗拉米尼努斯的最后通牒照做，故40000名罗马士兵及其盟军向伯罗奔尼撒进发。进入伯罗奔尼撒后，弗拉米尼努斯让他的军队与亚该亚指挥官阿里斯泰诺斯指挥的10000名步兵和1000名骑兵会师。
纳比斯指定他的姐夫，阿尔戈斯的毕达哥拉斯，作为他15000人的卫戍部队的指挥官。 这时罗马和亚该亚同盟的军队正向该城进发，一个年轻的阿尔戈斯人，达摩克利斯，努力煽动对斯巴达驻军的反叛。他带领少量追随者，站在城市广场之上向阿戈斯人大声呼告，鼓动他们起来反抗。然而并没有真正爆发大规模的起义，达摩克利斯和他大多数的追随者被斯巴达驻军包围并杀害。
少量达摩克利斯支持者中的幸存者逃离了该城并投奔弗拉米尼努斯的营地。他们建议弗拉米尼努斯将在靠近城门处扎营，这样阿尔戈斯人就会发动反抗斯巴达的起义。
罗马指挥官派遣轻步兵和骑兵去寻找新的扎营地点。
由于发现了一小股罗马士兵，一只斯巴达军队在自城门离城墙大约300步远处与罗马人发生了小冲突。罗马人迫使斯巴达人撤回城里。
弗拉米尼努斯将他的营帐迁到那场小冲突发生的地方。一整天，他等待斯巴达人的攻击，但没有袭击发生，他召集了一个战争委员会来讨论是否收紧包围圈。所有希腊领军者都接受了阿里斯泰诺斯的想法即他们将攻击这个城市，因为占领这座城市是他们参加战争的第一目标。
另一方面，阿里斯泰诺斯争辩说应该改为直接攻打斯巴达和拉科尼亚。弗拉米尼努斯同意了阿里斯泰诺斯，大军向阿卡迪亚的泰耶阿挺进。第二天弗拉米尼努斯行军至卡黎亚，等待联军的增援。包括亚吉西波里斯、20年前被斯巴达第一位僭主莱克格斯推翻的合法的斯巴达国君领导的斯巴达流放者，以及腓力派遣的1500名马其顿人和400名色萨利骑兵的援军很快到达并与罗马人会师。联军同样接到了消息几支舰队已到达拉科尼亚海岸：卢基乌斯·奎茵提斯率领的由40艘战船组成的一支舰队，一支包括18艘战船的罗德岛舰队，以及帕加马的欧迈尼斯二世率领的包括30艘战船的一支舰队，他期待以此赢得罗马的好感这样当安条克入侵时便可获得罗马支持。

## 拉科尼亚战役

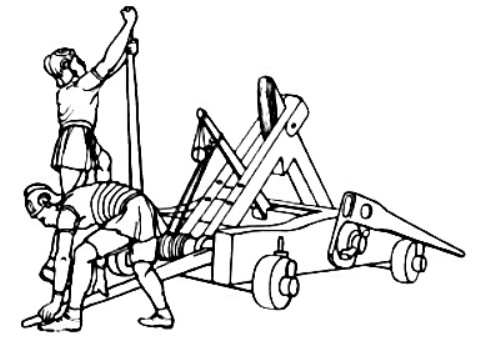
弩炮，一种小型攻城器械，比投石车便宜更容易制造。其运作与投石车类似，但精确度较低。不过它可用于攻破城垛并是城墙被破之前的防卫武装力量。

纳比斯征召了10000名公民加入他的军队并额外雇佣了3000名雇佣兵。纳比斯的得益于他领土内海军基地的克里特联盟军，除开已经赴斯巴达增援的1000人外又派遣了1000名特别挑选的战士。纳比斯害怕罗马人的接近会鼓动他的属民造反，决定将八十名有影响的公民执行死刑以恐吓他们。当弗拉米尼努斯离开基地突然袭击塞拉西亚时，纳比斯的援军趁罗马人整理营地时袭击了他们。这次出其不意的突然袭击暂时使联军处于混乱状态，但当罗马军团主力到达时斯巴达军又撤回了城里。当罗马军向墨涅拉俄斯山行军经过斯巴达时，纳比斯的雇佣兵从背后袭击了联军。
阿匹乌斯·克劳狄，后卫军的指挥官，重整了他的军队并迫使雇佣军撤回城墙之后，并在此过程中使雇佣兵死伤惨重。
联盟军队接着向阿穆克莱前进，在那儿他们劫掠了周围的农村地区。卢基乌斯·奎茵提斯，在这时，接受了一些拉科尼亚沿海城镇的主动投降。联军于是向这一地区最大的城市，斯巴达海港及海军军械库伊西翁进发。陆上军队开始包围这一城市，而联盟海军也抵达了。来自三支舰队的水手们开始在几天内建造攻城器械。虽然这些器械给城墙造成了极大破坏，守军还是苦撑了下来。
最后，德萨格里达斯，守军的两个指挥官之一，向罗马使节放话说他愿意交出这座城市。这个计划失败了因为当戈格帕斯，另一名将领得知此事后亲手将其处死。戈格帕斯继续顽强抵抗直到弗拉米尼努斯带领4000名最近补充的新兵抵达。罗马人重新发起攻击最后戈格帕斯被迫放弃，虽然他确保了他和他的守军能够不受伤害并退回斯巴达。

## 斯巴达之围
伊西翁之围期间，毕达哥拉斯在斯巴达加入了纳比斯，带来了阿尔戈斯的3000名战士。当纳比斯发现伊西翁失守后，他决定派一名特使与弗拉米尼努斯进行商谈以签订和平条约。纳比斯提议从阿戈斯撤回他的卫戍部队且把所有流亡者及战俘移交给罗马人。弗拉米尼努斯唤来又一个战争委员会，多数代表都认为他们应夺取斯巴达并剥夺纳比斯的王位。
弗拉米尼努斯在给纳比斯的回复中提出了自己的条款，罗马和斯巴达会议定一个六个月的休战期若纳比斯交出阿尔戈斯且把所有守军撤走，允许拉科尼亚沿海城市独立自主并把他的交给他们他的舰队；在未来八年中付一笔战争赔款并不许进入于任何克里特城邦联合。纳比斯否决了这个提议声称他有足够的补给以抵挡住这次围城。弗拉米尼努斯因此带着他的50000人的大军到斯巴达，在在城外的一场战役打败斯巴达人后，开始包围这座城。弗拉米尼努斯决心不是进行普通的围城而是争取猛攻它。斯巴达人最初挡住了联军，但由于罗马人的大型盾牌使得远程攻击无法发挥作用，他们的抵抗后来变得很艰难。
罗马人向斯巴达发起一轮攻击并占领了城墙，但他们的攻势最初为城市郊区道路的狭窄所阻碍。然而当他们向市中心挺近时道路变得宽了些，斯巴达人被迫一次又一次后撤。纳比斯看到他的防守正在崩溃，试图逃跑，但毕达哥拉斯重整了士兵并驱使他们在城墙附近的建筑物上防火。燃烧的碎片坠落到正在进城的联军士兵身上，造成了许多伤亡。注意到这点，弗拉米尼努斯命令他的军队撤回营地。当稍晚时候重新发起进攻时，斯巴达人设法拖延了罗马人的进攻三天，直到纳比斯觉得情势已无法挽回，决定派毕达哥拉斯向罗马递交投降的提议。 起初，弗拉米尼努斯拒绝见他，但当毕达哥拉斯第二次来到罗马营地时，弗拉米尼努斯接受了投降，在谈判与他之前设想的一样之情况下。条约最后被元老院批准。
阿戈斯人在听说斯巴达被围后发动了叛乱。在阿尔戈斯的阿奇帕斯指挥下他们袭击了珀勒涅的蒂谟克里特指挥的守军。蒂谟克里特在他的人手可以安全离开的情况下交出了大本营。作为回报所有为纳比斯服役的阿尔戈斯人被允许回到家中。

## 后果

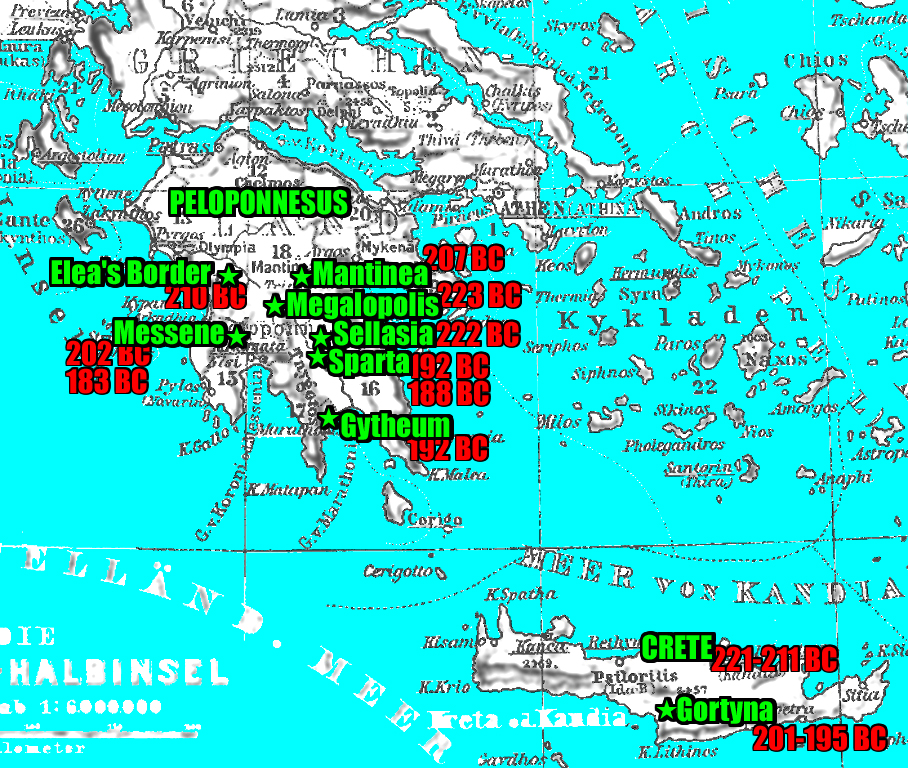
一幅描述菲洛皮门对斯巴达作战的地图。

战争之后弗拉米尼努斯视察了阿尔戈斯的尼米运动会并宣布该城邦获得了自由。阿尔戈斯人马上决定重新加入亚该亚同盟。弗拉米尼努斯将拉科尼亚的所有沿海城市从斯巴达统治中解放出来并将他们置于亚该亚的保护之中。 斯巴达残存的舰队交由这些沿海城市保管。纳比斯同样不得不从克里特诸城撤回守军并废除了一些曾加强斯巴达军事实力的社会和经济改革。
然而，罗马人并没有把纳比斯赶下斯巴达王座。即使斯巴达已是一个为各邦所包围的无能力的国家，罗马人还是需要一个独立的斯巴达来制衡日益壮大的亚该亚同盟。纳比斯用送出包括他儿子阿梅纳斯在内的五名人质表示对罗马的忠诚。罗马人没有遣还流放者，希望消除斯巴达国内的冲突。不过他们允许那些丈夫被流放而嫁给黑劳士的妇人与她们的亲夫团聚。
当弗拉米尼努斯指挥的罗马军团反回意大利后，希腊诸城邦又重新受自己支配。这一区域在这时占优势的强权是刚刚输掉一场对罗马战争的马其顿王国、埃托利亚人、壮大了的亚该亚同盟以及被削弱的斯巴达。曾反对罗马干涉希腊事务的埃托利亚人，鼓动纳比斯重新占领他从前的领土并在希腊诸强权中确立自己的地位。公元前192年，纳比斯组建了一支新的舰队并加强了军力，包围了伊西翁。亚该亚对此的反应是派遣一名特使到罗马求援。作为回应元老院排除了执政官阿蒂利乌斯带着一只能击败纳比斯海军的海军，同时又派了一个弗拉米尼努斯领头的使团。亚该亚没有坐等罗马舰队抵达，而是让菲洛皮门带领着亚该亚陆军及海军向伊西翁进发。提索指挥下的亚该亚舰队被斯巴达刚刚组建的舰队所击败，亚该亚旗舰也在第一次猛攻时被击成碎片。在陆地上亚该亚人也没能击败伊西翁城外的斯巴达军，菲洛皮门最后撤回泰耶阿。当菲洛皮门再次进入拉科尼亚时他的军队中了纳比斯的埋伏，然而他仍然设法取得了胜利。亚该亚人现在可以毫无阻碍的劫掠拉科尼亚30天，因为斯巴达军队都缩在坚固的城池之内。当罗马特使弗拉米尼努斯抵达后，一个夺取斯巴达的计划被提出，他说服了亚该亚将军菲洛皮门有节制的使用它。纳比斯暂时决定接受现状并在与上次谈判相同的条件下投降。

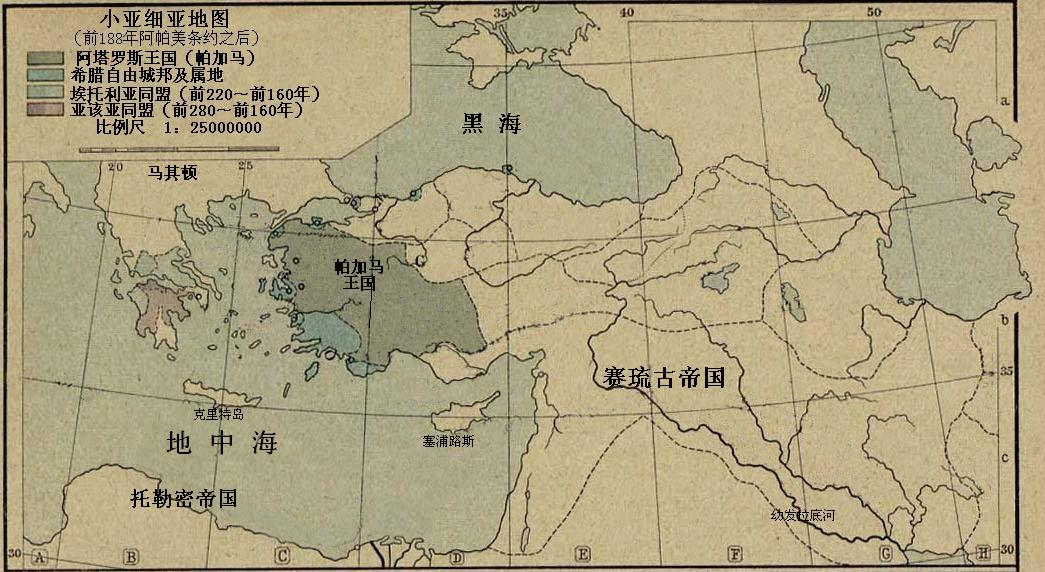
斯巴达陷落后希腊本土的变化

由于当时斯巴达的军队已被削弱，纳比斯呼吁埃托利亚人给予帮助。他们派阿列克萨梅努斯指挥的1000骑兵支援斯巴达。当纳比斯视察他的军队操练时，埃托利亚指挥官阿列克萨梅努斯严厉指责了他并用他的矛刺杀了纳比斯。然后埃托利亚军队开始逮捕宫廷显贵并开始抢劫这座城市，但斯巴达的居民重整旗鼓并将他们驱逐了出去。当斯巴达处于骚乱是菲洛皮门带着亚该亚军队进入了城市并使斯巴达沦为了同盟的一个邦。斯巴达城邦被允许保持它的法律和领土，但那些流放者，他们尚武民众的统治已一去不复返了。
公元前189年，罗马带走的人质（包括纳比斯的儿子，他已得病死去）被允许回到斯巴达。斯巴达人仍然没有任何港口并遭受着许多政治经济方面的从临近敌对的流放者的活动到没有入海口的问题之困扰，他们夺取了拉斯城城，那儿是许多流放者的避难所并是拉科尼亚自由联盟的成员。亚该亚人将此当作立即终结斯巴达独立的理由并断然付诸行动。他们要求交出那些为此次袭击负责的人。那些犯人以谋杀30名亲亚该亚的公民作出回应，逃离了同盟并要求罗马人庇护。罗马人期盼看到同盟的分裂，因此对此种情势无动于衷。公元前188年菲洛皮门率军队和一些坚决要求回到斯巴达的流亡者进入北拉科尼亚。他先是在Compasium屠杀了80名反亚该亚的群众，接着攻破了纳比斯在斯巴达周边修建的城墙。菲洛皮门随后放还了那些流放者并废除了斯巴达法律，并在那儿引入了亚该亚法律。如此斯巴达作为希腊主要强权的角色被终结，亚该亚成为伯罗奔尼撒占统治地位的势力。

## 注释

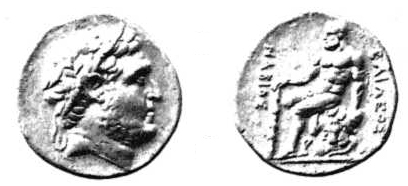
硬币的一面是纳比斯的头像，留有短短的胡须，后颈上系有一个桂冠。另一面写有ΒΑΙΛΕΟΣ（βασιλεως [basileus;sovereign/（国王）]）的多里安希腊写法）和 ΝΑΒΙΟΣ（Ναβιδος [Nabidus;Nabis（纳比斯）]的多里安希腊写法）之题字。

## 引用
1. 1 2 3 4  Holleaux, Rome and the Mediterranean; 218-133 B.C, 190
2. 1 2 3 4 5 6  Holleaux, Rome and the Mediterranean; 218-133 B.C, 191
3. ↑  Warfare in the Classical World,p. 34f (Greek Hoplite (c.480BC)) p. 67 (Iphicrates reforms)
4. ↑  . Ancient Mesopotamia.   [2006-12-26]. （原始内容存档于2006-02-24）.
5. ↑  . University of Texas.   [2006-12-26]. （原始内容存档于2008-05-03）.
6. ↑  . The Romans.   [2006-12-26]. （原始内容存档于2007-10-30）.
7. ↑  .   [2021-11-10]. （原始内容存档于2019-04-01） （美国英语）.
8. 1 2 3  Green, Alexander to Actium: The Historical Evolution of the Hellenistic Age, 302
9. ↑  Polybius 13.6
10. 1 2 3 4 5 6 7 8 9 10 11 12 13 14 15 16 17 18  .   [2018年7月3日]. （原始内容存档于2016年3月4日）.
11. ↑  .   [2018年7月3日]. （原始内容存档于2018年7月3日）.
12. 1 2  .   [2008年3月15日]. （原始内容存档于2006年5月15日）.
13. 1 2  Cartledge and Spawforth, Hellenistic and Roman Sparta:A tale of two Cities, 74
14. 1 2  . （原始内容存档于2004年12月13日）.
15. ↑  Warfare in the Classical World, p. 73 (Macedonian infantry) on the equipment of the Macedonian phalangites
16. 1 2  Cartledge and Spawforth, Hellenistic and Roman Sparta:A tale of two Cities, 75
17. 1 2  Livy 34.24 （页面存档备份，存于）
18. ↑  Gruen, The Hellenistic World and the Coming of Rome, 450
19. 1 2 3  Livy 34.25 （页面存档备份，存于）
20. 1 2 3 4 5 6 7 8  Livy 34.26 （页面存档备份，存于）
21. 1 2  Green, Alexander to Actium: The Historical Evolution of the Hellenistic Age, 415
22. 1 2  Livy 34.30 （页面存档备份，存于）
23. 1 2 3 4 5 6 7 8 9  Livy 34.29 （页面存档备份，存于）
24. 1 2 3 4  Livy 34.28 （页面存档备份，存于）
25. 1 2  Livy 34.33 （页面存档备份，存于）
26. 1 2 3 4  Livy 34.35 （页面存档备份，存于）
27. ↑  Livy 34.37 （页面存档备份，存于）
28. ↑  Livy 34.38 （页面存档备份，存于）
29. 1 2 3 4  Livy 34.39 （页面存档备份，存于）
30. 1 2 3 4 5  Livy 34.40 （页面存档备份，存于）
31. ↑  图中英文地名的中文名称：Peloponnesus伯罗奔尼撒、Messene麦锡尼、Sellasia塞拉西亚、Megalopolis麦加罗波利斯、Gythium伊西翁、Mantinea曼提尼亚、Sparta斯巴达、Gortyna哥提那
32. ↑  Livy 34.41 （页面存档备份，存于）
33. 1 2 3  Cartledge and Spawforth, Hellenistic and Roman Sparta:A tale of two Cities, 76
34. 1 2  .   [2018年7月3日]. （原始内容存档于2007年9月29日）.
35. ↑  Cartledge and Spawforth, Hellenistic and Roman Sparta:A tale of two Cities, 77
36. 1 2 3 4 5 6  Cartledge and Spawforth, Hellenistic and Roman Sparta:A tale of two Cities, 78
37. ↑  .   [2018年7月3日]. （原始内容存档于2018年7月3日）.
38. ↑  Green, Alexander to Actium: The Historical Evolution of the Hellenistic Age, 423
39. ↑  Cartledge and Spawforth, Hellenistic and Roman Sparta:A tale of two Cities, 79
40. ↑  . Digital Historia Numorum.   [2006-01-12]. （原始内容存档于2005-12-27）.
41. ↑  Ernst Baltrusch, Sparta, 113
42. ↑  Appian. . History of Rome: The Syrian Wars.   [2007-01-14]. （原始内容存档于2006-12-11）.
43. ↑  Plautus. . Poenulus.   [2007-01-12].

### 第一手资料
- Livy, translated by Henry Bettison, (1976). Rome and the Mediterranean. London: Penguin Classics. ISBN 0-14-044318-5.
- Polybius, translated by Frank W. Walbank, (1979). The Rise of the Roman Empire. New York: Penguin Classics. ISBN 0-14-044362-2.

### 第二手资料
- Ernst Baltrusch, (1998). Sparta. Munich: C.H. Beck. ISBN 3-406-41883-X
- Paul Cartledge（英语：Paul Cartledge） and Antony Spawforth, (2002). Hellenistic and Roman Sparta: A tale of two cities. London: Routledge. ISBN 0-415-26277-1
- Peter Green（英语：Peter Green）, (1990). Alexander to Actium: The Historical Evolution of the Hellenistic Age, (2nd edition). Los Angeles: University of California Press. ISBN 0-500-01485-X.
- Erich S. Gruen（英语：Erich S. Gruen）, (1984). The Hellenistic World and the Coming of Rome. Los Angeles: University of California Press. ISBN 0-520-05737-6
- Maurice Holleaux, (1930). Cambridge Ancient History: Rome and the Mediterranean; 218-133 B.C., (1st edition) Vol VIII. Los Angeles: Cambridge University Press.
- William Smith, (1873). Dictionary of Greek and Roman Biography and Mythology. London: John Murray.
- John Warry (1995; edition 2006). Warfare in the Classical World London (UK), University of Oklahoma Press , Norman Publishing Division of the University by special arrangement with Salamander Books Ltd. ISBN 0-8061-2794-5